# Due Carrare
Due Carrare is een gemeente in de Italiaanse provincie Padua (regio Veneto) en telt 8468 inwoners (31-12-2004). De oppervlakte bedraagt 26,6 km², de bevolkingsdichtheid is 318 inwoners per km². De gemeente is in 1995 ontstaan door de fusie van de voormalige gemeenten Carrara San Giorgio en Carrara Santo Stefano.
De volgende frazioni maken deel uit van de gemeente: Cornegliana, Terradura en San Pelagio. In het kasteel van San Pelagio bevindt zich het museum voor lucht- en ruimtevaart.

## Demografie
Due Carrare telt ongeveer 3013 huishoudens. Het aantal inwoners steeg in de periode 1991-2001 met 21,8% volgens cijfers uit de tienjaarlijkse volkstellingen van ISTAT.
| Jaar | Inwoneraantal |
| ---- | ------------- |
| 1991 | 6650          |
| 2001 | 8101          |

## Geografie
De gemeente ligt op ongeveer 8 m boven zeeniveau.
Due Carrare grenst aan de volgende gemeenten: Abano Terme, Battaglia Terme, Cartura, Maserà di Padova, Montegrotto Terme en Pernumia.

## Externe link

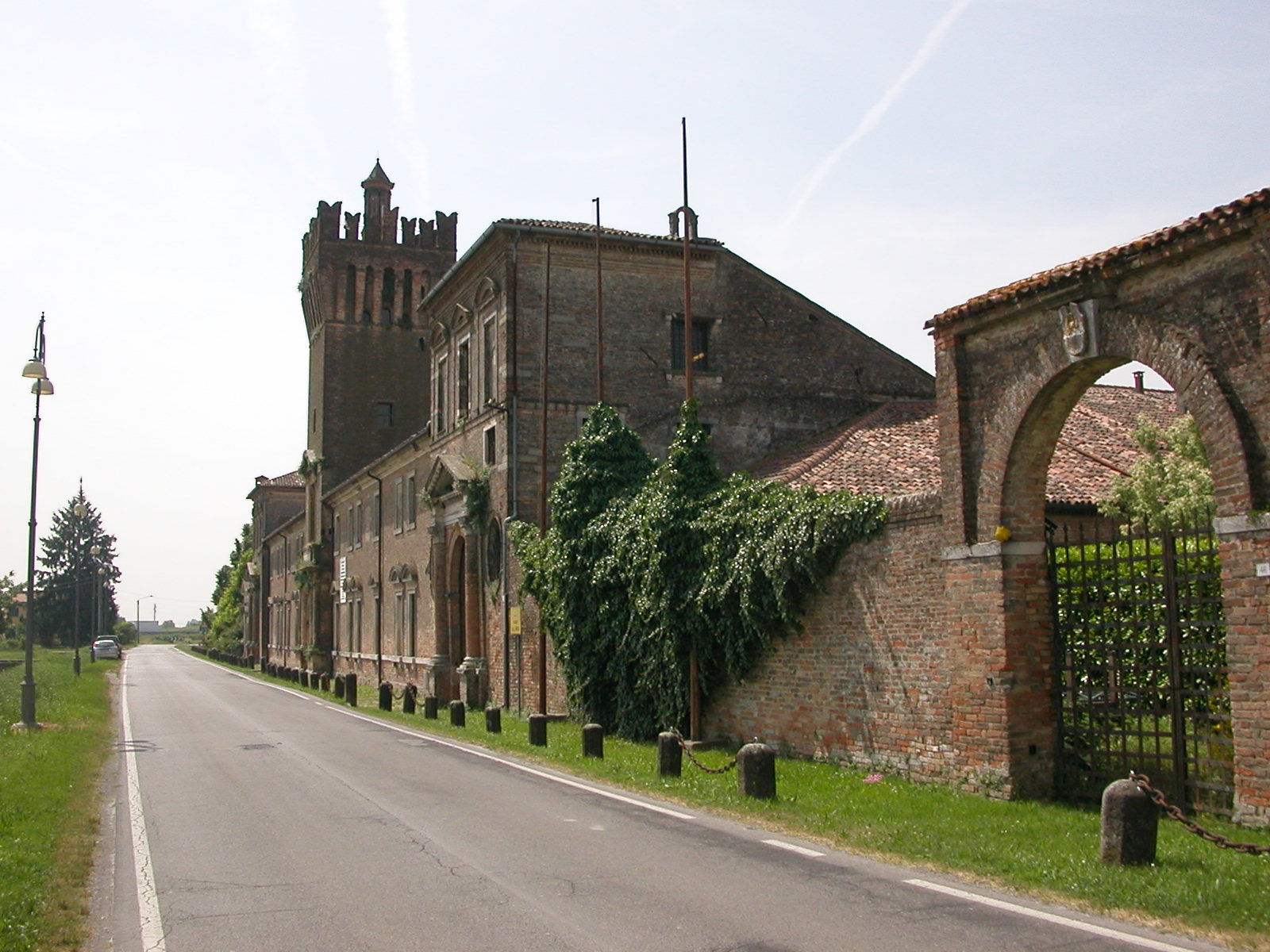
Kasteel